# باولو بيلي
باولو بيلي (بالإيطالية: Paolo Belli)‏ هو مقدم تلفزيوني ومغني إيطالي، ولد في 21 مارس 1962 في فورمجيني في إيطاليا.

## وصلات خارجية
- الموقع الرسمي
- باولو بيلي على موقع IMDb (الإنجليزية)
- باولو بيلي على موقع ميوزك برينز (الإنجليزية)
- باولو بيلي على موقع ديسكوغز (الإنجليزية)